# Georgina von Wilczek
Hraběnka Georgina von Wilczek, zvaná Gina (* 24. října 1921, Štýrský Hradec – 18. října 1989, Grabs) byla kněžnou z Lichtenštejna a matkou současného panujícího lichtenštejnského knížete Hanse Adama II.

## Život
Narodila se ve Štýrském Hradci jako Georgina "Gina" Norberta Johana Františka Antonie Marie Rafaela von Wilczek. Jejími rodiči byli Ferdinand Maria hrabě Wilczek a jeho žena Norbertina "Nora" Kinská z Vchynic a Tetova. Její dědeček Johann Nepomuk hrabě Wilczek byl slavný polární badatel (objevitel Země Františka Josefa) a mecenáš umění.
Navštěvovala vídeňskou školu Sacré-Cœur a Penzion anglických panen v Římě, poté studovala lingvistiku a překladatelství (angličtina, francouzština a italština) na Vídeňské univerzitě.
V době druhé světové války se jako kněžna velmi zasazovala za pomoc válečným zajatcům, uprchlým vězňům a nuceně nasazeným a osobně dohlížela na péči o děti. 30. dubna 1945 založila Lichtenštejnský červený kříž a v letech 1945–1984 byla jeho předsedkyní, poté předsednictví předala své snaše. Po celý život se věnovala péči o rodiny, o staré, nemocné, či postižené osoby a zejména o matky s dětmi. Založila mj. ústav pro speciální vzdělávání. V roce 1987 obdržela od Mezinárodního červeného kříže medaili Henriho Dunanta.
V oblasti politiky se kněžna Gina zasadilo o zavedení volebního práva pro ženy v zemi.
Kněžna Georgina i její manžel František Josef II. byli členy rytířského řádu Božího hrobu.

### Rodina

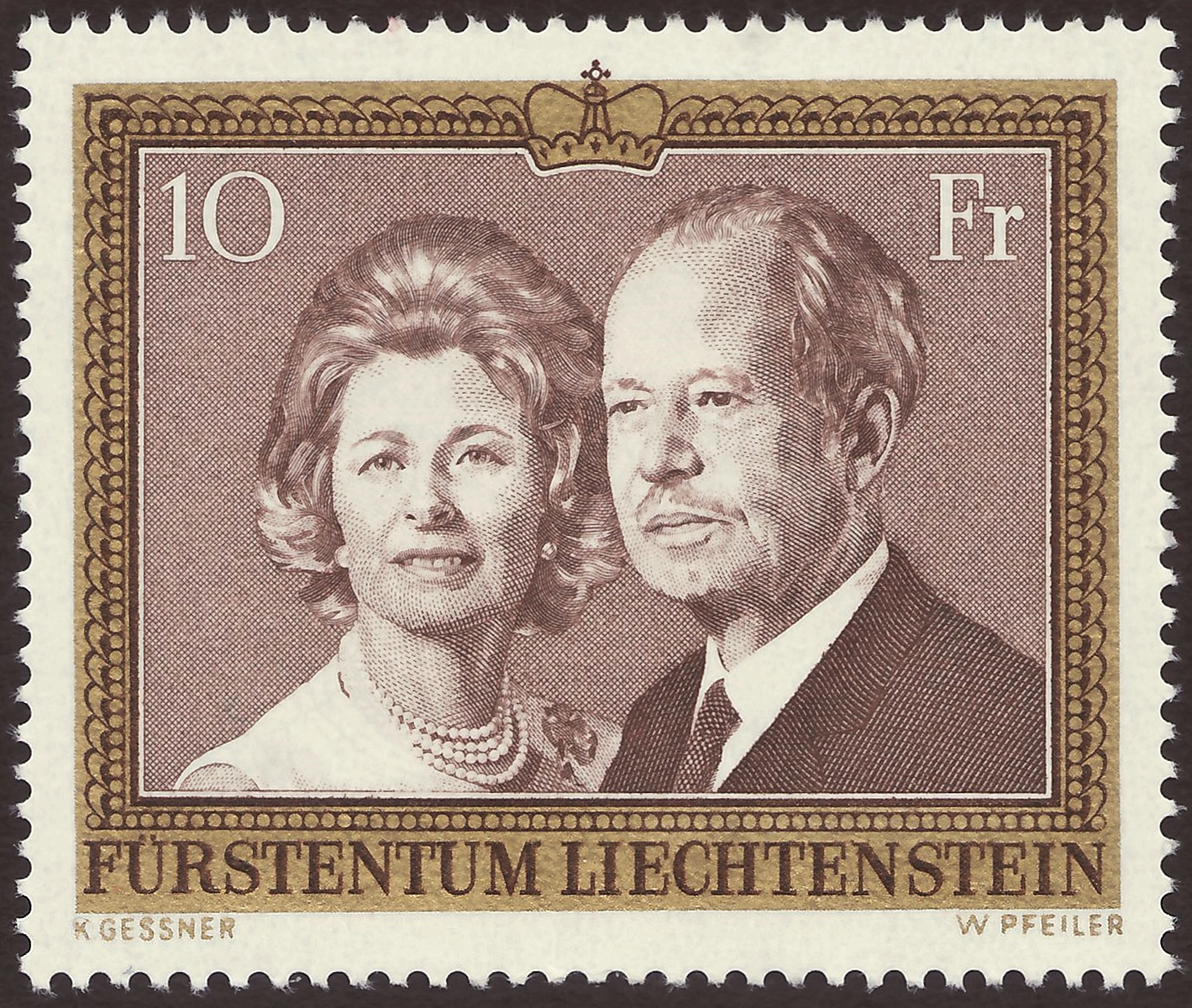
Knížecí pár na známce

V roce 1942 se zasnoubila s knížetem Františkem Josefem II. 5. března byla slavnostně přijata v Schaanu a o dva dny později, 7. března 1943 se za knížete vdala ve vaduzské katedrále sv. Florina. Sňatku požehnal churský biskup Christian Caminada. Jednalo se o historický první sňatek lichtenštejnského panovníka na území dnešního knížectví a událost se stala manifestací vůle lichtenštejnského lidu po samostatnosti a věrnosti monarchii.
Z jejich manželství se narodilo 5 dětí:
- Hans Adam II., současný vládnoucí lichtenštejnský kníže (* 14. února 1945), ⚭ 1967 Marie Aglaé (14. dubna 1940 – 21. srpna 2021), hraběnka Kinská ze Vchynic a Tetova
- princ Filip (* 19. srpna 1946), ⚭ 1971 Isabelle de L'Arbre de Malander (* 24. listopadu 1949)
- princ Nikolaus (* 24. října 1947), ⚭ 1982 Margaretha Lucemburská (* 15. května 1957)
- princezna Nora (* 31. října 1950), ⚭ 1988 Vicente Sartorius y Cabeza de Vaca, markýz z Mariña (30. listopadu 1931 – 22. července 2002)
- princ František Josef Václav (19. listopadu 1962 – 28. února 1991)

Kněžna Georgina zemřela po dlouhém onemocnění rakovinou 18. října 1989 v nemocnici ve švýcarském Grabsu. Její manžel zemřel tamtéž o pouhých 26 dní později. Oba byli pochováni v rodinné hrobce ve vaduzské katedrále sv. Florina.
V roce 1988 byla po kněžně Georgině pojmenována turistická trasa Fürstin-Gina-Weg (Sareis-Augstenberg-Pfälzerhütte).